# Зажече (Ряшівський повіт)
Зажече (пол. Zarzecze) — село в Польщі, у гміні Боґухвала Ряшівського повіту Підкарпатського воєводства.
Населення — 543 особи (2011).
У 1975-1998 роках село належало до Ряшівського воєводства.

## Демографія
Демографічна структура станом на 31 березня 2011 року:
|          | Загалом | Допрацездатний вік | Працездатний вік | Постпрацездатний вік |
| -------- | ------- | ------------------ | ---------------- | -------------------- |
| Чоловіки | 254     | 51                 | 173              | 30                   |
| Жінки    | 289     | 43                 | 170              | 76                   |
| Разом    | 543     | 94                 | 343              | 106                  |